# Nyandirika (vattendrag i Muramvya)
Nyandirika är ett vattendrag i Burundi.   Det ligger i provinsen Muramvya, i den centrala delen av landet, 50 km öster om huvudstaden Bujumbura.
Omgivningarna runt Nyandirika är en mosaik av jordbruksmark och naturlig växtlighet. Runt Nyandirika är det tätbefolkat, med 411 invånare per kvadratkilometer.